# Sylfida

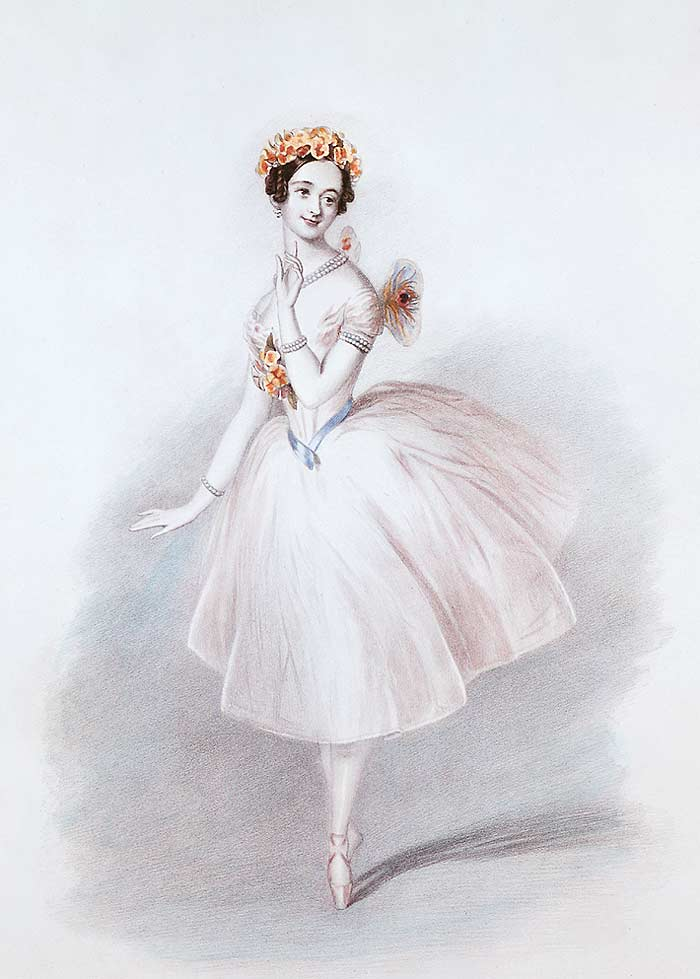
Maria Taglioni, pierwsza Sylfida, 1832.

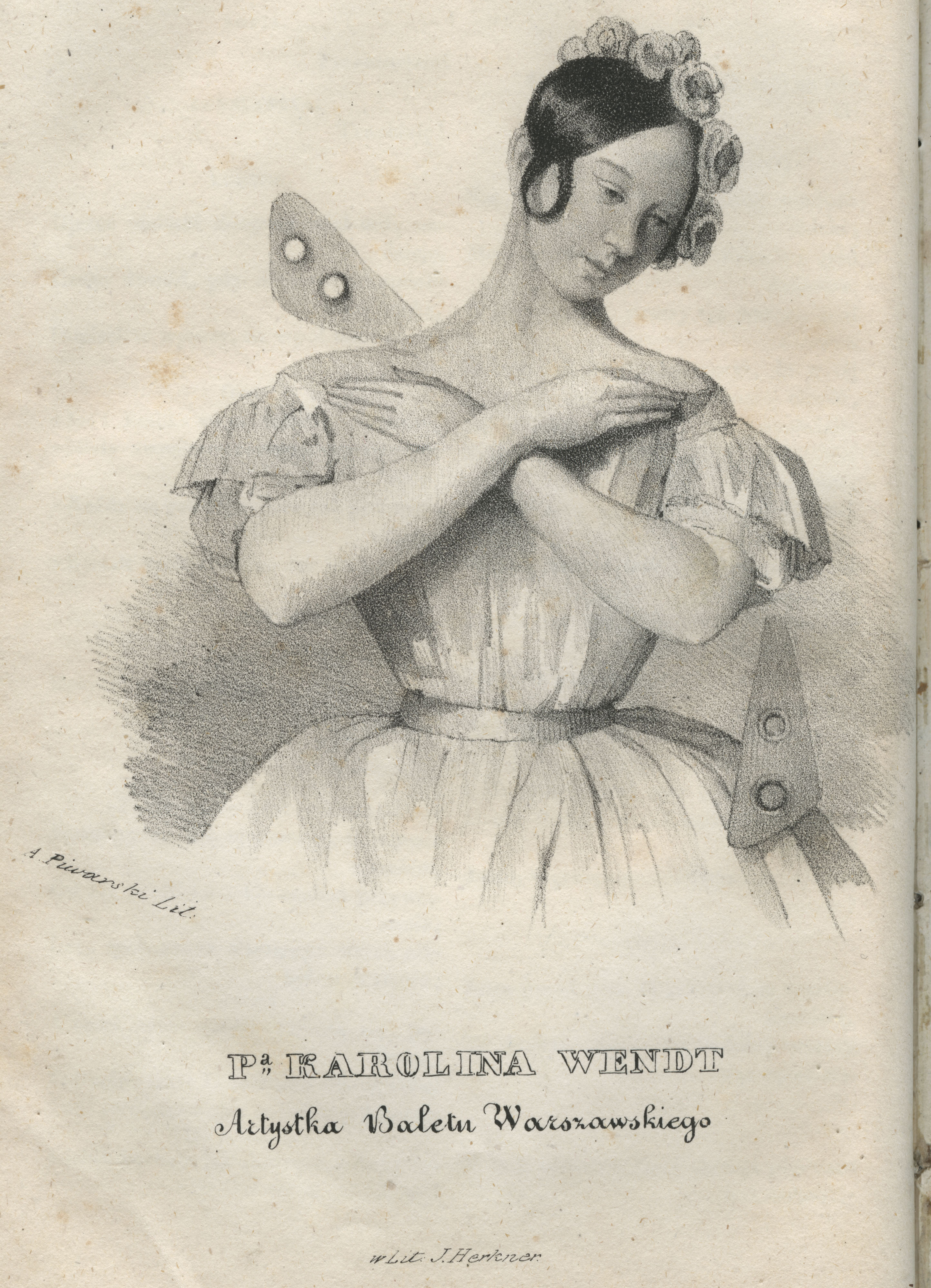
Karolina Wendt, pierwsza polska Sylfida, 1839.

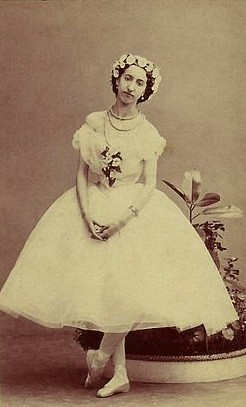
Emma Livry jako Sylfida,1862.

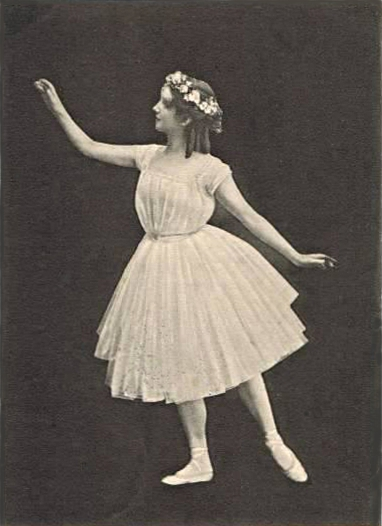
Ellen Price jako Sylfida, ok. 1903.

Sylfida (La Sylphide) – romantyczny balet-pantomima w dwóch aktach.
- Libretto: Adolphe Nourrit według opowiadania Charlesa Nodiera Trilby ou le Lutin d’Argail (Chochlik z Argyll)
- Muzyka: Jean Schneitzhöffer
- Choreografia: Filippo Taglioni
- Scenografia: Pierre-Luc-Charles Cicéri (dekoracja) i Eugène Louis Lami (kostiumy)

## Prapremiera
12 marca 1832, Académie Royale de Musique, Paryż. W rolach głównych: Maria Taglioni (Sylfida), Joseph Mazilier (James), Lise Noblet (Effie).

## Premiera polska
17 lutego 1839, Teatr Wielki, Warszawa. Choreografia: Maurice Pion według Filippa Tagloniego. Scenografia: Józef Hilary Głowacki. Maszynerie: Jean Pierre Jutti. W rolach głównych: Karolina Wendt (Sylfida), Maurice Pion (James), Teodozja Gwozdecka (Effie).
Osoby:
- Sylfida – nieziemska zjawa
- James – młody wieśniak szkocki
- Effie – narzeczona Jamesa
- Gurn – wieśniak szkocki, zakochany w Effie
- Madge – czarownica
- Matka Jamesa
- oraz Przyjaciółki Effie, Czarownice, Sylfidy, Wieśniacy i Wieśniaczki.

Pierwszą odtwórczynią roli głównej była Maria Taglioni. Sukces tego spektaklu dał początek nowej erze w historii baletu, otwierając okres romantyczny i całkowicie zmieniając kierunek, w jakim do tej pory balet podążał. Nagle wszystkie wątki mitologiczne, dotąd tak modne, wydały się przestarzałe. Po obejrzeniu przedstawienia Gautier napisał: ... Po Sylfidzie nie jest już możliwe wystawiać La Filets de Vulcan czy Flora et Zéphyre... Od tego momentu scena zaroiła się od gnomów, elfów, sylfid, willi i najad.

## Warszawska premiera
Warszawa obejrzała najpierw tylko II akt Sylfidy, zaaranżowany naprędce przez przejeżdżającego Filippa Taglioniego dla potrzeb występu gościnnego jego sławnej córki Marii na scenie Teatru Wielkiego i pokazany jednorazowo w dniu 27 marca 1838 roku. Premiera polska całego baletu odbyła się jednak dopiero niemal w rok później, dokładnie 17 lutego 1839 roku. w realizacji warszawskiego dyrektora baletu Maurice’a Piona, który rok wcześniej jako tancerz partnerował Marii Taglioni podczas jej gościnnego występu w II akcie baletu.
„Kurier Warszawski” odnotował na gorąco następnego dnia po premierze: „Balet Sylfida dał powód do nowych oklasków, i możemy zapewnić, że nie było ani jednego z widów napełniających wczoraj Teatr Wielki, który by opuścił to widowisko bez ogłoszenia, iż jest istotnie zadowolony. Rzecz ciągle interesująca, układ tańców i ich wykonania zajmujące, grupy pełne gustu, maszynerie dokładne, ubiory świeże, muzyka wyborna, wszystko to połączyło się do utworzenia interesującej całości. JPanna Wendt, uczennica szkoły baletu teatru warszawskiego, lubo lat 14ście dopiero licząca, wystąpiła pierwszy raz w roli głównej, a w wykonaniu tej trudnej roli dowiodła ile korzystała w tej tejże szkole; okrywaną była ciągłymi oklaskami, przywołana 2kroć, przewyższyła oczekiwania wielu. Będzie to znakomita ozdoba naszego baletu. Autorem Sylfidy jest ojciec sławnej Taglioni, a na naszą scenę ułożył to dzieło pracowicie i z talentem JP. Morys, i otrzymał sprawiedliwą nagrodę w powszechnym przywołaniu; jako też JPanna Gwozdecka z wdziękiem i mocą przedstawiająca role Effie. Dekoracja w 1szym akcie jest JP. Głowackiego, a maszynerie urządził JP. Jutty”.
Z kolei „Gazeta Warszawska” pisała dzień później: „Wszystko połączyło się ku uprzyjemnieniu tego baletu, treść zwięzła, piękna, prawdziwie dramatyczna, tańce nowe, charakterystyczne, pełne oryginalnego wdzięku, gustownie układane grupy, świeże ozdobne ubiory i wszystko, co może podwyższyć jeszcze wartość tego, co samo z siebie jest piękne. Ale największą zaletą, która zapewnia temu baletowi długie świetne powodzenie jest wykonanie trudnych ról, szczególniej trzech głównych. Sylfidę, w której widzieliśmy przed rokiem Pannę Taglioni, przedstawia Panna Wendt, 14stoletnie uczennica szkoły baletu. Lekkość zadziwiająca, powabna składność ruchów, naiwny wdzięk postaw i jakiś urok uczuć, żywej namiętnej gry, zdolne są zawrócić głowę nie tylko jej szkockiemu kochankowi; upojeni rozkosznym zadowoleniem, patrzymy na to dziecię jak na powietrzną istotę i niezdolni ścigać okiem niewypowiedzianie szybkich ruchów, nie umiemy zdać sobie sprawy jakim sposobem tak młoda artystka mogła dojść do takiego stopnia i z radością myślimy o dalszych jej postępach. Rolę Effie ze zwykłym wdziękiem oddała Panna Gwozdecka; nie chcemy rozbierać szczegółowo jej całej roli, bo nie widzielibyśmy czemu dać pierwszeństwo, czy pełnemu wdzięku tańcowi, który zachwyca, czy natchnionej, pełnej uczuć grze, która podziw i uwielbienie wzbudza. Grmom oklasków w każdej przerwie i ogólne jednogłośne wywołanie po ukończeniu baletu wymowniej objawiły hołd pięknym talentom panien Wendt i Gwozdeckiej, niż byśmy to potrafili uczynić. Rolę kochanka grał Pan Morys; zbyteczne byłoby chwalić tego artystę, który zawsze, równie jak tym razem, zasługuje na pochwały i odbiera dowody zadowolenia publiczności. Pan Głowacki przyłożył się także do ozdoby tego baletu pięknie wykonaną dekoracją wystawiającą wnętrze chaty szkockiej, a pan Jutty dokładnymi maszyneriami”.

## Sylfida to pierwszy występ baletowy zarejestrowany kamerą filmową
Pierwszą baleriną na świecie, której występ został w 1903 zarejestrowany kamerą filmową, w krótkim, trwającym około minuty filmie, nakręconym przez Petera Elfeta, duńskiego fotografa i pioniera filmu dokumentalnego, była duńska tancerka Ellen Price. Zatańczyła w nim właśnie fragment baletu Sylfida, według pochodzącej z 1836 wersji autorstwa duńskiego baletmistrza i choreografa Augusta Bournonville’a. Swój występ powtórzyła także w jego nieco dłuższym filmie z 1906.